# Leonard Myers (Politiker)

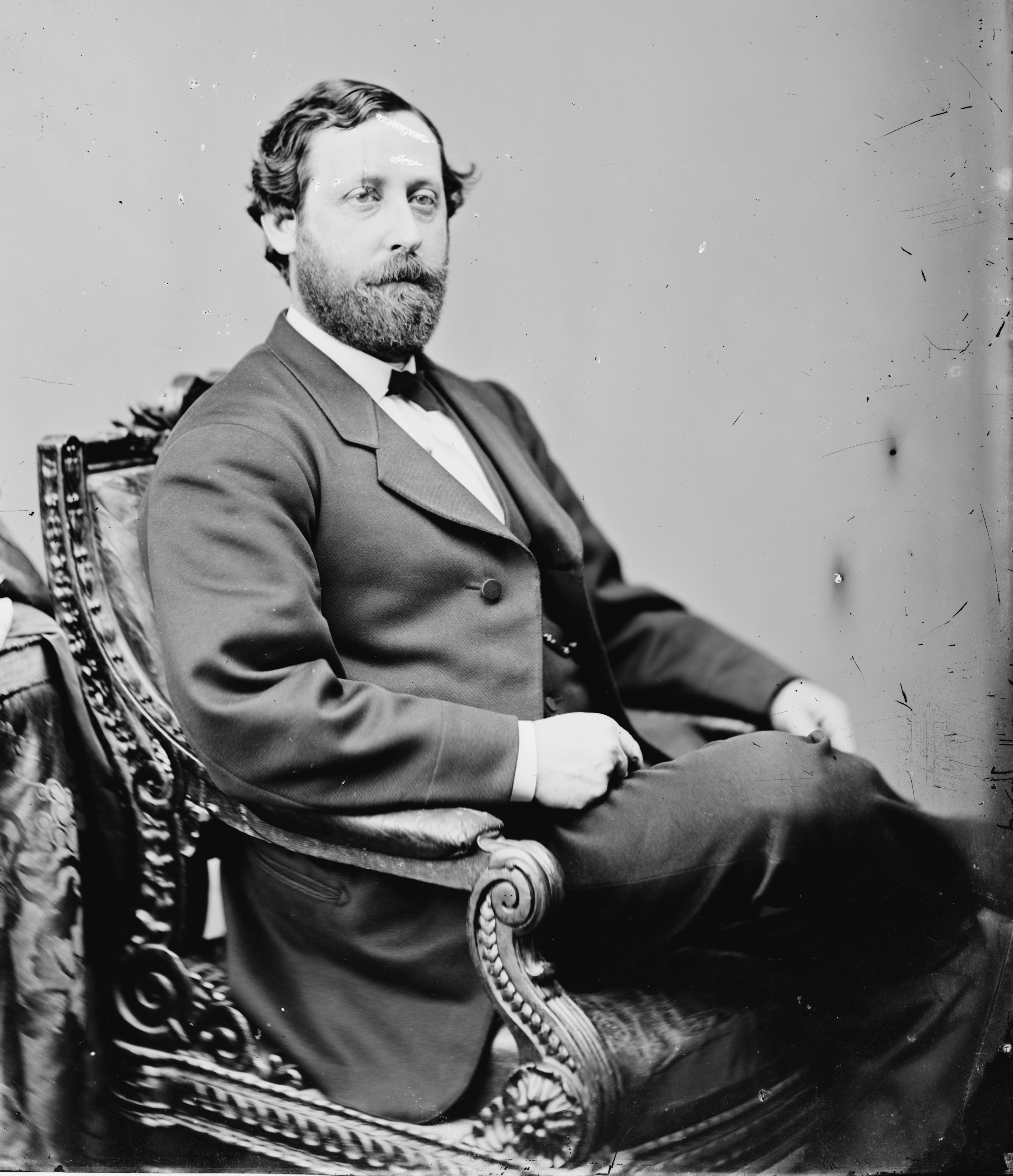
Leonard Myers

Leonard Myers (* 13. November 1827 in Attleboro, Bucks County, Pennsylvania; † 11. Februar 1905 in Philadelphia, Pennsylvania) war ein US-amerikanischer Politiker. Zwischen 1863 und 1875 vertrat er – mit einer kurzen Unterbrechung im Jahr 1869 – den Bundesstaat  Pennsylvania im US-Repräsentantenhaus.

## Werdegang
Leonard Myers besuchte private Schulen und studierte danach an der University of Pennsylvania. Nach einem anschließenden Jurastudium und seiner 1848 erfolgten Zulassung als Rechtsanwalt begann er in Philadelphia in diesem Beruf zu arbeiten. Außerdem bekleidete er in seiner Heimat verschiedene lokale Ämter. Im September 1862 wurde er während des Bürgerkrieges für kurze Zeit als Major der Staatsmiliz einberufen. Damals bestand eine akute militärische Bedrohung des Staates Pennsylvania durch den Maryland-Feldzug von Konföderationsgeneral Robert E. Lee.
Politisch schloss sich Myers der Republikanischen Partei an. Bei den Kongresswahlen des Jahres 1862 wurde er im dritten Wahlbezirk von Pennsylvania in das US-Repräsentantenhaus in Washington, D.C. gewählt, wo er am 4. März 1863 die Nachfolge von John Paul Verree antrat. Nach zwei Wiederwahlen konnte er bis zum 3. März 1869 zunächst drei Legislaturperioden im Kongress absolvieren. Diese waren bis 1865 von den Ereignissen des Bürgerkrieges geprägt. Seit 1865 war die Arbeit des Kongresses von den Spannungen zwischen den Republikanern und Präsident Andrew Johnson überschattet, die in einem nur knapp gescheiterten Amtsenthebungsverfahren gipfelten.
Im Jahr 1868 unterlag Myers dem Demokraten John Moffet. Er legte aber gegen den Ausgang der Wahl Widerspruch ein. Als diesem stattgegeben wurde, konnte er bereits am 9. April 1869 seinen früheren Abgeordnetensitz im Kongress wieder einnehmen. Nach zwei Wiederwahlen konnte er bis zum 3. März 1875 im US-Repräsentantenhaus verbleiben. Von 1871 bis 1873 war er Vorsitzender des Auswärtigen Ausschusses und des Patentausschusses. Danach leitete er zwischen 1873 und 1875 den Ausschuss für private Landansprüche. Im Jahr 1874 wurde er nicht wiedergewählt.
Nach dem Ende seiner Zeit im US-Repräsentantenhaus praktizierte Leonard Myers wieder als Anwalt. Er starb am 11. Februar 1905 in Philadelphia.